# Rostov Arena
 (avril 2025).
Si vous disposez d'ouvrages ou d'articles de référence ou si vous connaissez des sites web de qualité traitant du thème abordé ici, merci de compléter l'article en donnant les références utiles à sa vérifiabilité et en les liant à la section « Notes et références ».
Le Rostov Arena (en russe : Ростов Арена) est un stade russe de football situé à Rostov-sur-le-Don. D'une capacité de 43 472 places, il est l'un des stades ayant accueilli la Coupe du monde de football de 2018.
Il a été construit entre 2014 et 2018, et accueille depuis cette dernière année l'équipe du FK Rostov.

## Description du stade
Au stade toute infrastructure nécessaire a été créée : vestiaires pour les joueurs et arbitres. Des locaux pour le personnel, pour les délégués des matchs, zones de tests antidopage, salles de presse et autres locaux pour les tournois sportifs de niveau le plus élevé. Sur le territoire adjacent un parking avec un nombre suffisant de places a été installé. L’arène a été conçue de manière à assurer le confort des personnes à mobilité réduite.

## Services pour les supporters
Au stade les services suivants sont offerts aux supporteurs :
- Support de navigation et d’information par l’intermédiaire des volontaires.
- Information (bureau d’enregistrement des enfants, stockage des poussettes, bureau des objets trouvés).
- La consigne.
- Commentaires audio-descriptifs pour les supporteurs non-voyants et malvoyants.

Outre cela, des ascenseurs, des rampes et tourniquets ont été prévus pour les personnes à mobilité réduite. Un secteur spécial de l’arène a été équipé pour les personnes aux possibilités limitées.

## Événements
- Coupe du monde de football de 2018

## Matchs de compétitions internationales
| Date           | Tour           | Équipe 1     | Score | Équipe 2        | Spectateurs |
| -------------- | -------------- | ------------ | ----- | --------------- | ----------- |
| 17 juin 2018   | Groupe E       | Brésil       | 1 - 1 | Suisse          | 43 109      |
| 20 juin 2018   | Groupe A       | Uruguay      | 1 - 0 | Arabie saoudite | 42 678      |
| 23 juin 2018   | Groupe F       | Corée du Sud | 1 - 2 | Mexique         | 43 472      |
| 26 juin 2018   | Groupe D       | Islande      | 1 - 2 | Croatie         | 43 472      |
| 2 juillet 2018 | 1/8e de finale | Belgique     | 3 - 2 | Japon           | 41 466      |

## Arène après la Coupe du Monde
Après la Coupe du Monde de football 2018 l’arène doit servir à accueillir les matchs du club de football local ROSTOV et les jeux de la sélection de football de Russie et autres événement sportifs et culturels publics.